# فرحان أختر
فرحان أختر (بالإنجليزية: Farhan Akhtar)‏ مواليد 09 يناير 1974 في مومباي، ماهاراشترا، الهند، فنان هندي متعدد المواهب فهو ممثل ومنتج أفلام ومخرج وكاتب سيناريو ومغني مؤدي وشاعر غنائي ومقدم برامج. بدأ مسيرته الفنية عام 1998.
وقد كان أول أعماله في الإخراج عام 2001م، حيث اخرج الفيلم الرائع «دل جاهتاهي» من بطولة عامر خان وبريتي زينتا وسيف على خان وأكشاي خانا ودمبل كباديا وقد صيغ الفيلم بطريقة جديدة ومختلفة عن طرق الأفلام الهندية فحظي بإشادة النقاد منذ ذلك الحين، قام بعدها بالتمثيل لأول مره في فيلم «فقير من البندقية» للمخرج أناند سورابور عام 2007، وكذلك فيلمه «روك اون» مع الممثل الهندي أرجون رامبال عام 2008.

## روابط خارجية
- فرحان أختر على موقع IMDb (الإنجليزية)
- فرحان أختر على موقع ألو سيني (الفرنسية)
- فرحان أختر على موقع ميوزك برينز (الإنجليزية)
- فرحان أختر على موقع أول موفي (الإنجليزية)
- فرحان أختر على موقع ديسكوغز (الإنجليزية)
- فرحان أختر على موقع قاعدة بيانات الفيلم (الإنجليزية)
- فرحان أختر على موقع كينوبويسك (الروسية)